# NGC 2847
NGC 2847 este o galaxie situată în constelația Hidra. A fost descoperită în 5 martie 1855 de către William Parsons, 3rd Earl of Rosse⁠(d).